# Metal Gear Survive
Metal Gear Survive est un jeu vidéo d'action-aventure de type survie développé par Konami Digital Entertainment et édité par Konami, sorti en février 2018 sur PlayStation 4, Xbox One et Windows. Il s'agit du premier jeu de la série Metal Gear à être développé sans Hideo Kojima, après le renvoi de ce dernier de chez Konami (excepté Snake's Revenge, Metal Gear Acid,Metal Gear Solid: Portable Ops ou encore Rising).

## Trame
Des soldats de Militaires Sans Frontières sont absorbés dans un trou de ver apparu dans le ciel. Ils sont ensuite transportés dans une réalité alternative infestée de zombies et désertique.

## Système de jeu
Le jeu est très différent des précédents opus, incluant un nouveau mode zombie survival en ligne ou les joueurs pourront combattre en équipe, jusqu'à quatre joueurs, une horde de zombies. Chronologiquement, ce jeu se situe entre Metal Gear Solid V: Ground Zeroes et Metal Gear Solid V: The Phantom Pain. Le principal protagoniste du jeu n'est pas Big Boss et tous les personnages personnalisables évoluent dans un univers sombre, hostile et désertique.

## Développement
(avril 2018).
En 2016, l'annonce de ce jeu sans le créateur de la série, Hideo Kojima, n'enthousiasme pas les fans[réf. souhaitée]. Le jeu est désormais développé par Konami Digital Entertainment, le studio-mère de Konami qui en plus a prévu un mode survival horror complètement à l'opposé de l'esprit de Metal Gear selon les fans[réf. souhaitée]. Toutefois, Richard Jones, responsable chez Konami Europe, déclare lors d'un entretien avec le site britannique VG247 : « le gameplay est très similaire à celui de Metal Gear Solid V: The Phantom Pain et disposera d'un certain nombre de ses éléments. Nous allons en outre ajouter un gameplay en coopération, en accord du jeu original. La majorité du gameplay sera axée sur le jeu en coopération. Il sera donc question d'essayer des missions avec différents styles de jeu, de travailler ensemble pour essayer des tactiques et infiltrations ».

## Accueil
- Canard PC : 6/10[7]